# Calleuque (distrito)
Calleuque fue uno de los distritos que integró la subdelegación de Calleuque, en el antiguo departamento de San Fernando, provincia de Colchagua.
El territorio del distrito fue organizado por decreto del presidente José Joaquín Pérez Mascayano el 14 de agosto de 1867.

## Historia
El distrito, que ocupó el número 1.° de la subdelegación Calleuque, fue creado por decreto supremo del 14 de agosto de 1867, que divide el departamento de San Fernando en veinte subdelegaciones y numerosos distritos. El documento determina así sus límites:

Al norte y oeste, por la línea divisoria de la subdelegación hasta encontrar el deslinde de la hacienda de la Población con Puquillay; al sur, por este deslinde, el de los Patos con los fundos de los Parrones y el límite sur de la hacienda de Calleuque; y al este, por el Tinguiririca.

El Decreto con Fuerza de Ley N.° 8.583 del 30 de diciembre de 1927 redistribuye el territorio del departamento de San Fernando, y los distritos se suprimen.

## Administración
La administración del territorio estaba a cargo de un inspector, quien respondía a las órdenes del subdelegado, quien tenía la potestad de nombrarlos o removerlos dando cuenta al gobernador departamental.